# Periclimenes incertus
Periclimenes incertus är en kräftdjursart som beskrevs av Lancelot Alexander Borradaile 1915. Periclimenes incertus ingår i släktet Periclimenes och familjen Palaemonidae. Inga underarter finns listade i Catalogue of Life.